# B.A.R
För andra betydelser, se BAR.
B.A.R är en svensk popgrupp från Halmstad i Sverige som är mest kända för låten Synd att du är så söt.

## Bandet
Bandet startades år 2004 av Marcus Andersson (sång, gitarr) och Kristian Hafskjär (fd. Lyberg) (bas). Efter en lyckad skivinspelning 2004 tillkom även Johan Åkerberg (gitarr, kör) till banduppsättningen. Även Povel Ohlsson, Peter Lemnell och Andreas Lindh har varit med vid flertalet av bandets framträdande.
B.A.R har blivit kända för låten Synd att du är så söt som även ledde till att bandet under 2008 fick skivkontrakt med Warner Music. Samma låt har även varit med på samlingsskivan för Bonde söker fru 2008.

## Medlemmar
- Marcus Andersson (sång)
- Kristian Hafskjär (fd. Lyberg) (bas)
- Johan Åkerberg (gitarr, kör)
- Peter Lemnell (gitarr, kör)
- Andreas Lindh (gitarr, kör)
- Povel Ohlsson (trummor)

## Diskografi
Singlar
- Synd att du är så söt - 2008

Samlingar med mera
- Bonde söker fru - 2008